# Giovanni Caso
Giovanni Caso (Piedimonte d'Alife, 10 dicembre 1896 – 9 aprile 1958) è stato un politico italiano.